# 高知県の市町村歌一覧
高知県の市町村歌一覧（こうちけんのしちょうそんかいちらん）は、日本の高知県に属する市町村で制定されている、もしくは過去に制定されていた市町村歌などの自治体歌やそれに準じた楽曲の一覧である。なお、一覧の順序は全国地方公共団体コード順による。

## 概説
高知県下の市歌および町村歌は全て戦後に制定されたものである。市部では昭和から存在していた市か平成の大合併で新たに誕生した市かを問わず市歌制定の動きは活発とは言えず、宿毛市のように市民音頭のみが存在する自治体も目立つが2000年代以降では土佐市や須崎市、香美市が散発的にイメージソングの選定を行っている。

## 市部
高知市
- 高知市歌[1] - 1948年（昭和23年）3月3日制定

作詞：重松富士 作曲：平井保喜
2代目の市歌である。
室戸市
- （不明）

室戸ジオパークテーマソング「明日への宝」が発表されている。
安芸市
- 安芸市のうた[2] - 1974年（昭和49年）6月19日制定

作詞：熊瀬一朗 作曲：山本泰士
市制20周年記念。
南国市
- 南国市の歌[3] - 1967年（昭和42年）5月25日制定

作詞：南国市選定 補作・作曲：武政英策
土佐市
- TOSA みんなが夢と出会う街[5] - 2008年（平成20年）11月制定

作詞：和田安卓・知亜由 作曲：堀内佳
市制50周年記念イメージソング。
須崎市
- すさきがすきさ[6] - 2014年（平成26年）11月29日制定[7]

作詞：須崎中学校生徒 作曲：織田哲郎
「須崎のまちを日本一にするPRソング」。
宿毛市
- 宿毛音頭

作詞：池内泰夫 作曲：野村純造 編曲：丸山雅仁
宿毛商工会議所選定。
観光PRソングとして「きびなごの歌」（作詞：浦田文男 作曲：鶴見鉄哉）と「人生これから宿毛から」（作詞：浦田文男 作曲：高橋信裕）の2曲が発表されている。
土佐清水市
- 土佐清水市歌[8]

作詞：勝承夫
以下の2曲は市民祭「あしずり祭り」テーマソング。
- 正調 あしずり踊り[9] - 1954年（昭和29年）発表

作詞：平野広一 作曲：泉谷健
- 新曲 あしずり音頭[9] - 2006年（平成18年）発表

作詞・作曲：う〜み
四万十市
- （未制定）

中村市・西土佐村合併協議会では市歌の制定に関する取り決めは特に行われなかった。
香南市
- （未制定）

香南5町村合併協議会では市歌の制定に関する取り決めは特に行われなかった。
香美市
- Happy to be born in Kami! (香美市に生まれて幸せやき!)[10] - 2016年（平成28年）制定

作詞：香美市の子どもたち 作曲：堀内佳
市制10周年を記念し、市内の小・中・高校生からの発議を基に作成された。

## 町村部
安芸郡東洋町
- （不明）

安芸郡奈半利町
- （不明）

安芸郡田野町
- （不明）

安芸郡安田町
- （不明）

安芸郡北川村
- （不明）

安芸郡馬路村
- 馬路村民讃歌

安芸郡芸西村
- （不明）

長岡郡本山町
- 本山町歌[11]

作詞：古田美代子 作曲：本山町歌制定委員会 編曲：伊戸のりお
長岡郡大豊町
- （不明）

土佐郡土佐町
- 土佐町歌

土佐郡大川村
- 大川村音頭

吾川郡いの町
- いの町歌[12] - 2006年（平成18年）5月14日制定

作詞：清水教堯 補作・作曲：平井丈一郎
吾川郡仁淀川町
- （未制定）

西仁淀合併協議会では町歌の制定に関する取り決めは特に行われなかった。
高岡郡中土佐町
- （不明）

毎年5月に開催される「かつお祭り」で発表された様々なイメージソングがあり、一部はCD化されている。
高岡郡佐川町
- （不明）

高岡郡越知町
- （不明）

高岡郡檮原町
- （不明）

高岡郡日高村
- （不明）

高岡郡津野町
- （不明）

高岡郡四万十町
- （未制定）

窪川町・大正町・十和村合併協議会では町歌について「新町において定めるものとする」と取り決められたが、実現していない。なお、旧大正町に関連する楽曲としてイメージソング「四万十の青き流れ」（作詞：立松和平 作曲：さとう宗幸）があり、道の駅四万十大正にはこの曲が演奏される公衆トイレが設置されている。
幡多郡大月町
- （不明）

幡多郡三原村
- 三原音頭

幡多郡黒潮町
- ふるさとは黒潮のまち - 1990年（平成2年）11月3日制定[15]

旧佐賀町の町歌であるが、大方町・佐賀町合併協議会において両町の町民音頭と共に合併後も「現行のとおりとする」との確認を経て新町に継承された。

## 廃止された市町村歌
高知市
- 高知市歌（旧） - 1939年（昭和14年）10月制定

作詞：宮崎廣 作曲：弘田龍太郎
初代の市歌である。
中村市
- 中村市歌 - 1968年（昭和43年）7月制定

作詞：芦田茂 作曲：平井康三郎